# Rudolf Knoblauch
Rudolf Knoblauch (* 1951 in Aarau; heimatberechtigt in Oberentfelden und Wohlen) ist ein Schweizer Diplomat. Er war von 2001 bis 2004 Schweizer Botschafter in Nigeria, von 2004 bis 2006 Botschafter in Bulgarien, von 2010 bis 2014 Botschafter in Mexiko und von 2014 bis 2016 der Schweizer Botschafter in Norwegen.

## Leben
Rudolf Knoblauch studierte von 1972 bis 1979 Volkswirtschaftslehre an der Universität St. Gallen und schloss sein Studium mit einem Lizenziat in «Aussenwirtschaftspolitik und Entwicklungsländer» ab. 1980 promovierte er an der Universität St. Gallen.
Seit 1979 war Rudolf Knoblauch für das Eidgenössische Departement für auswärtige Angelegenheiten (EDA) tätig. Bei seinem ersten dortigen Ausbildungsabschnitt (Stage) wurde er in Bern und Madrid eingesetzt. Von 1981 bis 1985 war er Botschaftssekretär bei der Schweizerischen Delegation bei der Organisation für wirtschaftliche Zusammenarbeit und Entwicklung (OECD) in Paris, von 1985 bis 1987 erster Mitarbeiter an der Botschaft in Caracas. Von 1988 bis 1990 war er im Bundesamt für Aussenwirtschaft (BAWI) eingesetzt. Seinen nächsten Auslandseinsatz hatte er als Botschaftsrat und erster Mitarbeiter des Botschafters in Riad. Nach Madrid kehrte er 1993 zurück zuerst als Botschaftsrat und erster Mitarbeiter, ab 1995 im Range eines Ministers (äquivalent eines stellvertretenden Botschafters). Von 1997 bis 2001 war er Minister in Genf bei der Ständigen Mission der Schweiz bei der Welthandelsorganisation (WTO) und der Europäischen Freihandelsassoziation (EFTA).

## Diplomatischer Werdegang

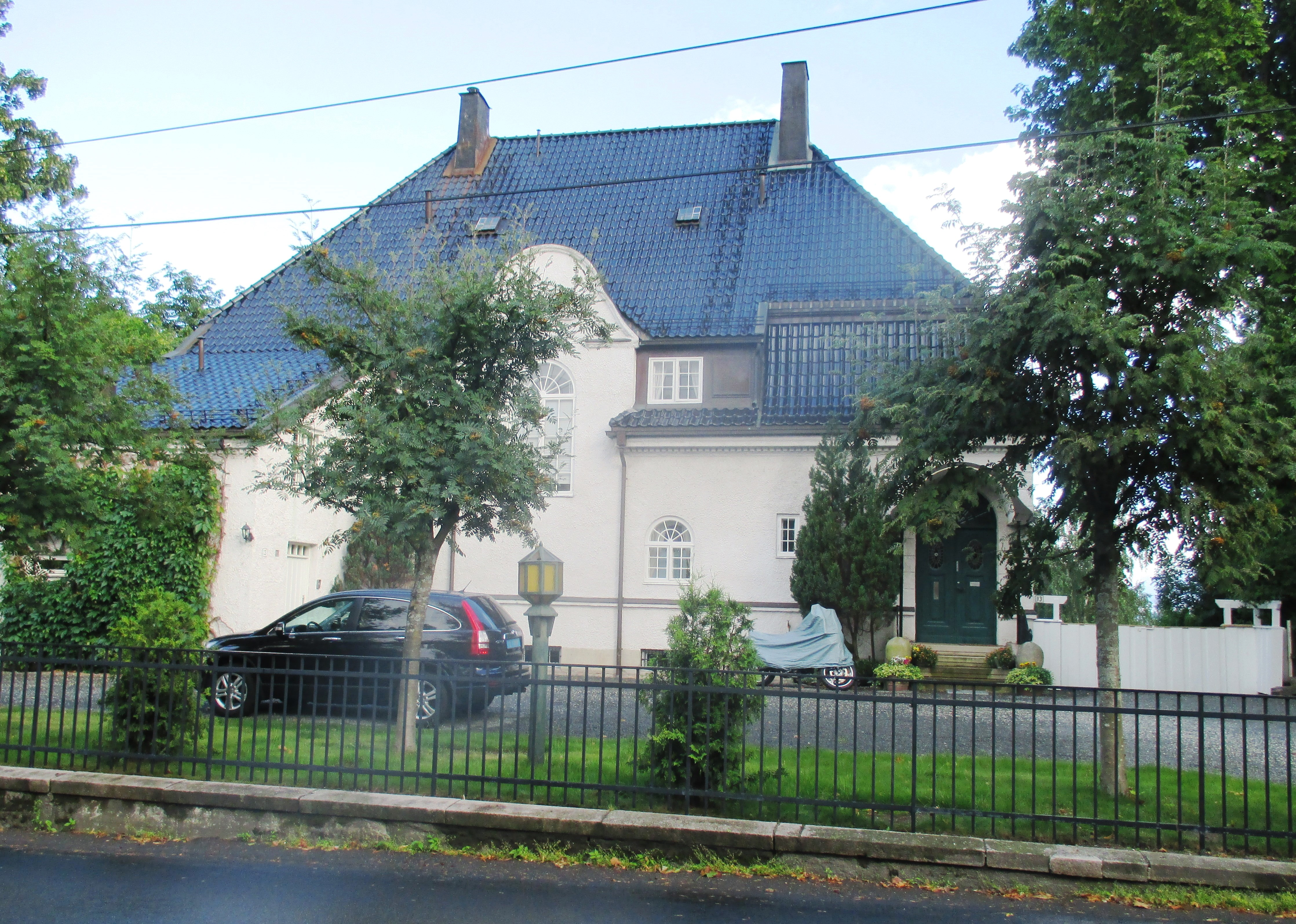
Die Schweizer Botschaft in Oslo 2014

Seinen ersten Einsatz als Schweizer Botschafter hatte Rudolf Knoblauch 2001 in der neuen Botschaft in Abuja, Nigeria, nach dem Umzug von Lagos. Mitakkreditiert war er in Benin, Tschad und Äquatorialguinea. Ab 2004 war er zusätzlich bei der Westafrikanischen Wirtschaftsgemeinschaft in Abuja mitakkreditiert. Der Umzug der Botschaft nach Abuja geschah in Etappen und erstreckte sich von Herbst 2000 bis Juni 2004. Nachdem bekannt geworden war, dass er 2003 den Verkauf einer Liegenschaft in Lagos unter ihrem Wert an die Vertrauensanwältin der Botschaft in die Wege geleitet hatte, leitete das Bundesstrafgericht 2005 ein Ermittlungsverfahren wegen ungetreuer Amtsführung und passiver Bestechung ein, und Knoblauch sass für drei Tage in Untersuchungshaft. Das Verfahren wurde 2009 eingestellt, da sich gemäss Einstellungsverfügung keine Hinweise auf eine unrechtmässige Vorteilsabsicht beziehungsweise ungetreue Amtsführung ergeben hatten. Die Kosten des Verfahrens wurden vom Bund übernommen und Knoblauch wurde eine Genugtuungssumme für die ungerechtfertigte Untersuchungshaft und die überlange Unterschuchungsdauer zugesprochen.
Ende September 2004 wurde Knoblauch Botschafter in Sofia, als Nachfolger von Pierre Luciri, der in den Ruhestand ging. 2006 wurde er in Bulgarien von Thomas Feller abgelöst. Zurück in Bern, wurde Rudolf Knoblauch Botschafter für menschenrechtspolitische Fragen im EDA. 2010 wurde er als Nachfolger von Urs Breiter Botschafter in Mexiko. Seinen letzten Einsatz als Schweizer Botschafter hatte Knoblauch in Oslo, mitakkreditiert für Island, wo er von Dezember 2013 bis zu seiner Pensionierung im Dezember 2016 die Schweiz repräsentierte. Sein Nachfolger in Norwegen wurde ab Januar 2017 Alain-Denis Henchoz.